# Andrey Klimovich
Andrey Klimovich (tiếng Belarus: Андрэй Клiмовiч; tiếng Nga: Андрей Климович; sinh 27 tháng 8 năm 1988) là một cầu thủ bóng đá Belarus. Hiện tại, anh đang thi đấu tại Nga cho câu lạc bộ FC Orenburg.

## Sự nghiệp

### Câu lạc bộ
Tháng 1 năm 2015, Klimovich chuyển đến câu lạc bộ Minsk, nơi anh thi đấu trong hai mùa. Anh được bình chọn làm thủ môn xuất sắc nhất của Giải vô địch quốc gia Belarus 2016.
Ngày 30 tháng 8 năm 2019, anh gia nhập câu lạc bộ Russian Premier League FC Orenburg.

### Đội tuyển quốc gia
Klimovich được triệu tập vào đội tuyển quốc gia Belarus để thi đấu giao hữu với Cộng hòa Ireland vào tháng 5 năm 2016. Anh ra sân lần đầu tiên vào ngày 12 tháng 6 năm 2017, trong chiến thắng 1–0 trước New Zealand trong một trận giao hữu khác.

## Danh hiệu
Shakhtyor
- Cúp quốc gia Belarus: 2018–19